# 신태악
신태악(辛泰嶽, 일본식 이름: 三川泰嶽미카와 다가쿠 또는 三川淸미카와 기요, 1902년 3월 4일~1980년)은  대한변호사협회 제9대 회장을 지낸 한국의 법조인, 정치인이다. 아호는 일성(一星)이다.

## 생애
함경북도 부령군 출생으로 1919년 경성공업학교 재학 중 3·1독립운동에 학생대표로 참가하여 6개월의 옥고를 치렀고, 1921년 신의주설화사건으로 징역 1년, 집행유예 2년을 선고받았다. 이후 연희전문학교   졸업 후 시대일보 정치부 기자를 하다 1926년 폐간뒤 도일 검정고시를 통해 일본의 와세다 대학과 주오 대학에서 수학중 1931년 일본 고등문관시험 사법과에 합격 일본사법관시보 생활 뒤 귀국 1932년 경성부에서 변호사 사무실을 개업 법조인으로 활동을 시작했다.
정치적 야심이 컸던 그는 변호사로 근무하면서 과학지식보급회 간부(1934), 조선발명협회 이사(1935), 조선일보 취체역(1936), 조선변호사회 부회장(1936), 백동의숙 이사장(1941) 등을 지내며 활발한 외부 활동을 했다. 1942년 자신의 변호사 사무실이 있던 오사카에서 일본 중의원 선거에도 출마한 바 있다. 이때 신태악은 선거에 당선되기 위해 당시 진행 중이던 태평양 전쟁을 지지하고 대동아공영권 논리를 홍보하는 친일 연설을 하였으나 일제에 유권자를 매수한 선거법 위반으로 자신의 선거 운동원과 함께 유죄 판결을 받았다.
일본 중의원을 노릴 정도의 야심가였으므로 전쟁을 지원하는 친일 단체에도 적극적으로 가담했다. 1941년 김동환의 주도로 결성된 임전대책협의회에 상무위원으로 참가하여 친일 연설을 하였으며 좌담회와 가두 홍보에도 나섰다. 임전대책협의회와 흥아보국단이 연합 결성한 조선임전보국단에서도 이사를 맡았으며, 국민동원총진회 이사를 거쳐 1945년 광복 두달전 박춘금이 조직한 대의당에도참가했다.
광복 후 잠시 활동을 중단했다가 1946년 변호사 개업을 하며 재기하였고, 구국문화사를 창립하여 월간지 《구국》을 발행하면서 우익 정치 운동에 뛰어들어 제1공화국 정치인으로 변신했다. 1949년 반민족행위특별조사위원회에 의해 체포되어 조사 받았으나 일제하 변호사로서 어려운 독립운동가를 변호했던 공로가 인정되어 석방 되었다.
1954년 대한민국 3대 총선에 출마했다가 낙선하였고, 1952년 이승만의 자유당이 창당될 때 준비위원으로 참가하여 이듬해 자유당 감찰위원장이 되었다. 대한변호사협회 제9대 회장을 맡아 법조계 원로로 활동하였으며, 1963년 민정당(民正黨) 전당대회의장, 1966년 신민당 운영위원장, 1971년 국민당 정무위원 등을 역임하였다.

## 사후
재야 법조계의 수장까지 지낸 신태악은 일제 강점기 동안 3·1 운동과 신의주설화사건으로 독립운동에 연루되 옥고를 치뤘던 기록은 있으나, 사상불온이라는 이유로 8개월의 변호사직무정지처분을 당하기도 하였던 일제하 변호사로서 독립 행위에 대한,  공식 기록은 남아있지 않다. 자유당 말기에는 독재정권에 항거한 양심적 지식인으로 기록되어 있다.
2002년 민족정기를 세우는 국회의원모임이 발표한 친일파 708인 명단과 민족문제연구소가 친일인명사전에 수록하기 위해 2008년 정리한 친일인명사전 수록예정자 명단, 친일반민족행위진상규명위원회가 발표한 친일반민족행위 705인 명단에 포함되었다.

## 역대 선거 결과
|  | 17.62% |

|  | 26.5% |

## 같이 보기
- 조선임전보국단
- 국민동원총진회
- 대한변호사협회

## 참고 문헌
- 반민족문제연구소 (1994년 3월 1일). 〈신태악 : 속물적 출세지향의 친일 변호사 (한상범)〉. 《친일파 99인  (2)》. 서울: 돌베개. ISBN 89-7199-012-0.
- 《한국변호사사(韓國辯護士史)》 (대한변호사협회, 1979)
- 이수형 (2001년 7월 25일). “변협과 역대 정권의 관계 - 권력의 횡포에 항거 앞장”. 동아일보. 2008년 7월 1일에 확인함.[깨진 링크(과거 내용 찾기)]

| 전임 정구영 | 제9대 대한변호사협회 회장 1960년 5월~1960년 9월 | 후임 장후영 |